# Hydrocotyle torresiana
Hydrocotyle torresiana là một loài thực vật có hoa trong Họ Cuồng. Loài này được Rose & Standl. mô tả khoa học đầu tiên năm 1927.